# Santana do Piauí
Santana do Piauí es un municipio brasileño situado en el estado del Piauí. Tiene una población estimada, en 2021, de 4650 habitantes.
Se localiza a una latitud 06º56'52" sur y a una longitud 41º31'07" oeste. Está a una altitud de 0 metros sobre el nivel del mar.
Está interconectado al municipio de Picos (polo económico de la región) a través de la Carretera Diputado Sá Urtiga  (enlace roto disponible en Internet Archive; véase el historial, la primera versión y la última). Dicha ruta fue inaugurada el 18 de diciembre de 2007.